# Tampa (Metro de Los Ángeles)
Tampa es una estación de autobuses de tránsito rápido en la línea G del Metro de Los Ángeles y es administrada por la Autoridad de Transporte Metropolitano del Condado de Los Ángeles. Se encuentra localizada en Tarzana, en el Valle de San Fernando, cerca de Topham St y Tampa Ave.

## Conexiones de autobús
- Metro Local: 242[3]